# Clematis pinchuanensis
Clematis pinchuanensis är en ranunkelväxtart som beskrevs av Wen Tsai Wang och M.Y. Fang. Clematis pinchuanensis ingår i släktet klematisar, och familjen ranunkelväxter. Utöver nominatformen finns också underarten C. p. tomentosa.